# Pairique Chico
Pairique Chico es una pequeña localidad rural del departamento Susques, en la Provincia de Jujuy, Argentina. Se encuentra en la puna jujeña, a una altitud de 4340 m s. n. m.

## Población
Cuenta con 100 habitantes (Indec, 2010), lo que representa un incremento del 8% frente a los 92 habitantes (Indec, 2001) del censo anterior.

## Clima
El clima de Pairique Chico se caracteriza por los severos inviernos, como consecuencia de la:
- extrema sequedad
- gran altitud
- continentalidad de su situación geográfica, con temperaturas mínimas absolutas registradas de -31 °C

| Parámetros climáticos promedio de El Tambo | Parámetros climáticos promedio de El Tambo | Parámetros climáticos promedio de El Tambo | Parámetros climáticos promedio de El Tambo | Parámetros climáticos promedio de El Tambo | Parámetros climáticos promedio de El Tambo | Parámetros climáticos promedio de El Tambo | Parámetros climáticos promedio de El Tambo | Parámetros climáticos promedio de El Tambo | Parámetros climáticos promedio de El Tambo | Parámetros climáticos promedio de El Tambo | Parámetros climáticos promedio de El Tambo | Parámetros climáticos promedio de El Tambo | Parámetros climáticos promedio de El Tambo |
| Mes                                        | Ene.                                       | Feb.                                       | Mar.                                       | Abr.                                       | May.                                       | Jun.                                       | Jul.                                       | Ago.                                       | Sep.                                       | Oct.                                       | Nov.                                       | Dic.                                       | Anual                                      |
| ------------------------------------------ | ------------------------------------------ | ------------------------------------------ | ------------------------------------------ | ------------------------------------------ | ------------------------------------------ | ------------------------------------------ | ------------------------------------------ | ------------------------------------------ | ------------------------------------------ | ------------------------------------------ | ------------------------------------------ | ------------------------------------------ | ------------------------------------------ |
| Temp. máx. media (°C)                      | 18.1                                       | 17                                         | 16                                         | 13.9                                       | 10.1                                       | 9.6                                        | 8.2                                        | 8.1                                        | 11.5                                       | 13.1                                       | 15                                         | 18.2                                       | 13.2                                       |
| Temp. mín. media (°C)                      | 5                                          | 4.1                                        | 1.9                                        | -1.8                                       | -3.8                                       | -8.5                                       | -7.8                                       | -6.1                                       | -4.6                                       | -2.6                                       | 0.1                                        | 3.1                                        | -1.8                                       |
| Precipitación total (mm)                   | 89                                         | 81                                         | 50                                         | 46                                         | 39                                         | 16                                         | 36                                         | 22                                         | 44                                         | 59                                         | 76                                         | 86                                         | 644                                        |
| [cita requerida]                           |                                            |                                            |                                            |                                            |                                            |                                            |                                            |                                            |                                            |                                            |                                            |                                            |                                            |

## Defensa Civil

### Sismicidad
La sismicidad del área de Jujuy es frecuente y de intensidad baja, y un silencio sísmico de terremotos medios a graves cada 40 años.
- Sismo de 1863: aunque dicha actividad geológica catastrófica, ocurre desde épocas prehistóricas, el terremoto del 4 de enero de 1863 (162 años),[2] señaló un hito importante dentro de la historia de eventos sísmicos jujeños, con 6,4 Richter. Pero nada cambió extremando cuidados y/o restringiendo códigos de construcción.[1]
- Sismo de 1948: el 25 de agosto de 1848 (176 años) con 7,0 Richter, el cual destruyó edificaciones y abrió numerosas grietas en inmensas zonas[2][1]
- Sismo de 2009: el 6 de noviembre de 2009 (15 años) con 5,6 Richter